# GVB 600
Die Serie GVB 600 ist eine in den 1980er Jahren gebaute Straßenbahntype für die Straßenbahn Graz. Insgesamt wurden nach einer Lizenz des Stadtbahnwagen Typ M/N von Simmering-Graz-Pauker zwölf Hochflurfahrzeuge mit zwei Wagenteilen für die Straßenbahn Graz gebaut. Um 1998/1999 wurden nachträglich zwölf Niederflur-Mittelteile (ein Mittelteil für einen Triebwagen) bei Bombardier beauftragt, die zwischen den zwei Hochflursegmenten eingesetzt wurden. Die Garnituren sind noch bei den Graz Linien im Einsatz.

## Geschichte
1986 wurde der erste von zwölf „600ern“ der Öffentlichkeit vorgestellt. Für die elektrische Ausrüstung war Siemens verantwortlich. Der erste Fahrgasteinsatz erfolgte am 13. Dezember 1986 auf der Linie 6 (Hauptbahnhof – Schulzentrum St. Peter).
Es stellte sich heraus, dass die Fahrgastkapazität der Fahrzeuge zu gering war. Ende der 1990er Jahre wurden bei Bombardier Niederflurmittelteile bestellt, die in Wien zwischen die beiden Wagensegmente eingebaut wurden. Im Zuge des Einbaus der Mittelteile wurden die Brosebänder durch LCD-Anzeigen getauscht.
2019 wurden die Garnituren modernisiert. Die LCD-Anzeigen wurden durch LED-Matrixanzeigen ersetzt. Das Streckenwarnsignal sowie die Steuerung wurden ebenfalls erneuert.
Mit Beschaffung von 22 neuen Straßenbahnwagen, spätestens im Jahr 2027, sollen diese Garnituren ausgemustert werden, da um 2027 die 12 Garnituren am Ende ihrer Nutzungszeit sind.

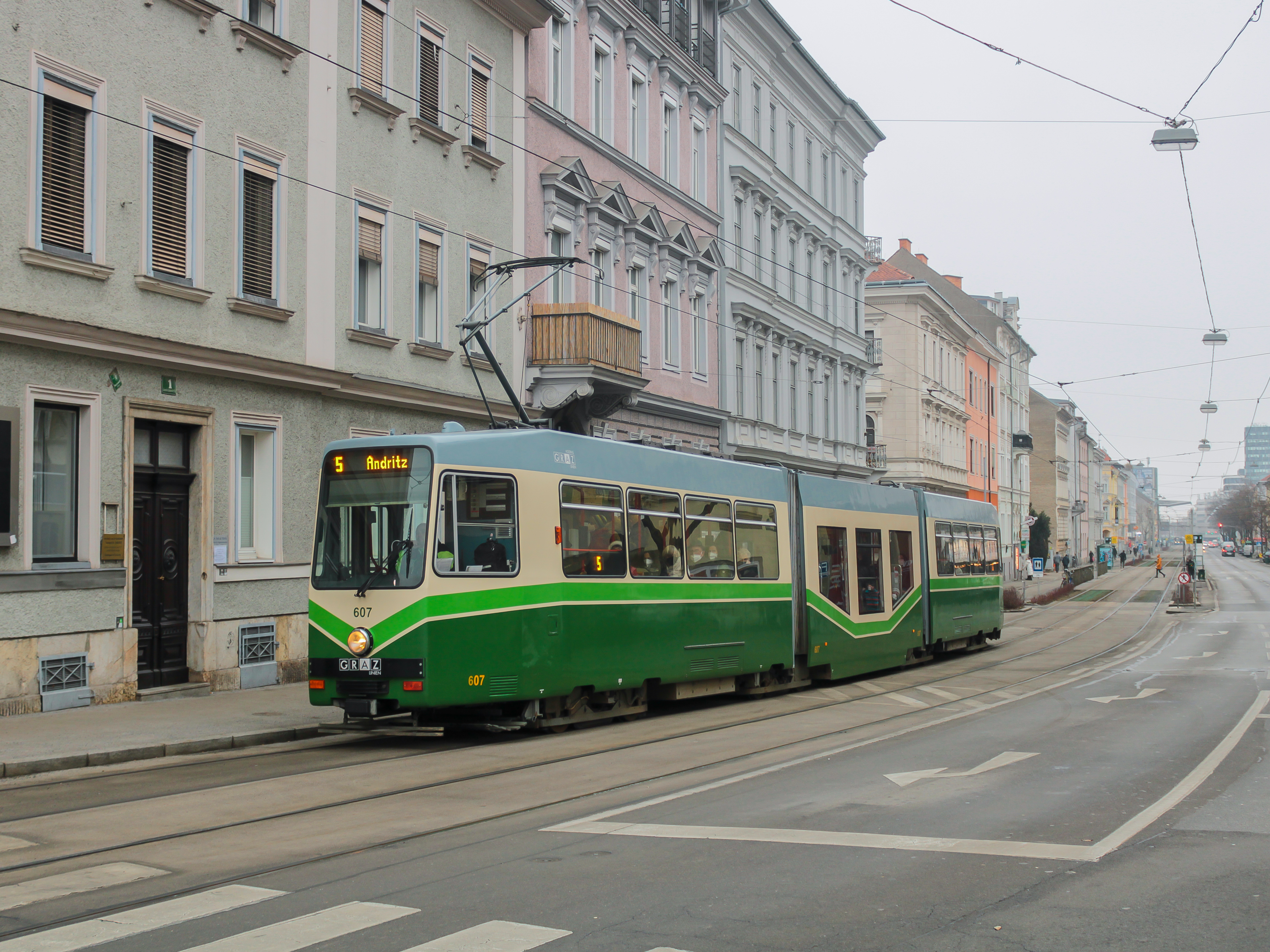
Triebwagen von der Fensterseite.

## Technik

### Sechsachser
Die Länge einer Garnitur betrug 19,2 Meter. Das Leergewicht betrug 26 Tonnen. Eine Garnitur bot 27 Sitzplätze und 90 Stehplätze. Im Gegensatz zu den Wagen der Typen M/N sind die Grazer Einheiten Einrichtungswagen.

### Achtachser
Die durch den Einbau des Mittelteiles nunmehr dreiteiligen Garnituren sind 26,3 m lang und wiegen leer 33,95 t. Die Wagen bieten 40 Sitzplätze und 126 Stehplätze. Im Mittelteil sind zwei Plätze für Rollstuhl und Kinderwagen vorhanden.

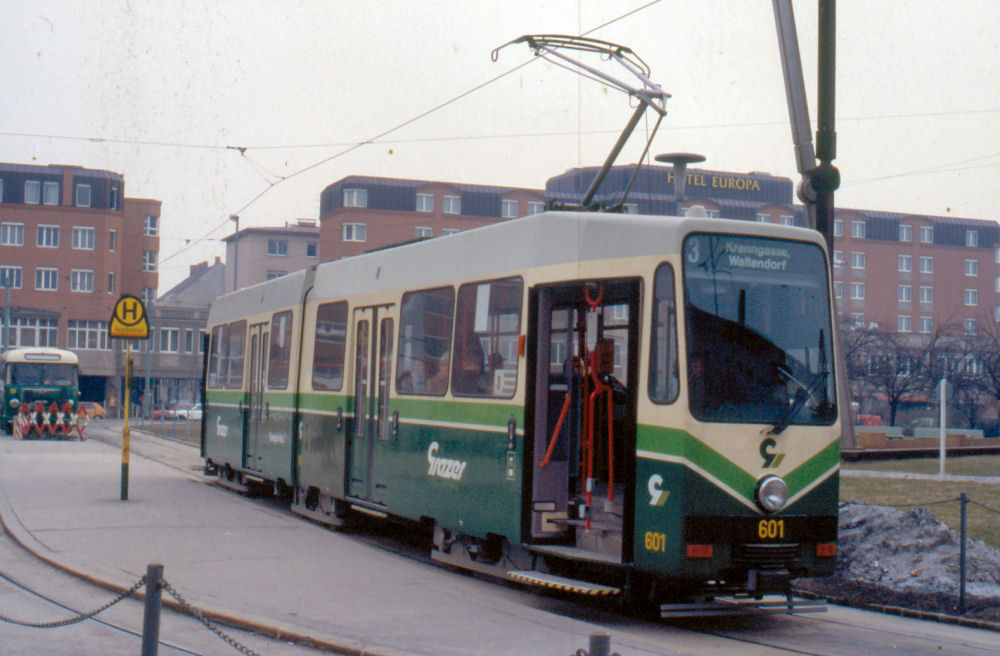
Wagen 601 in der sechsachsigen Ursprungsausführung, 1987
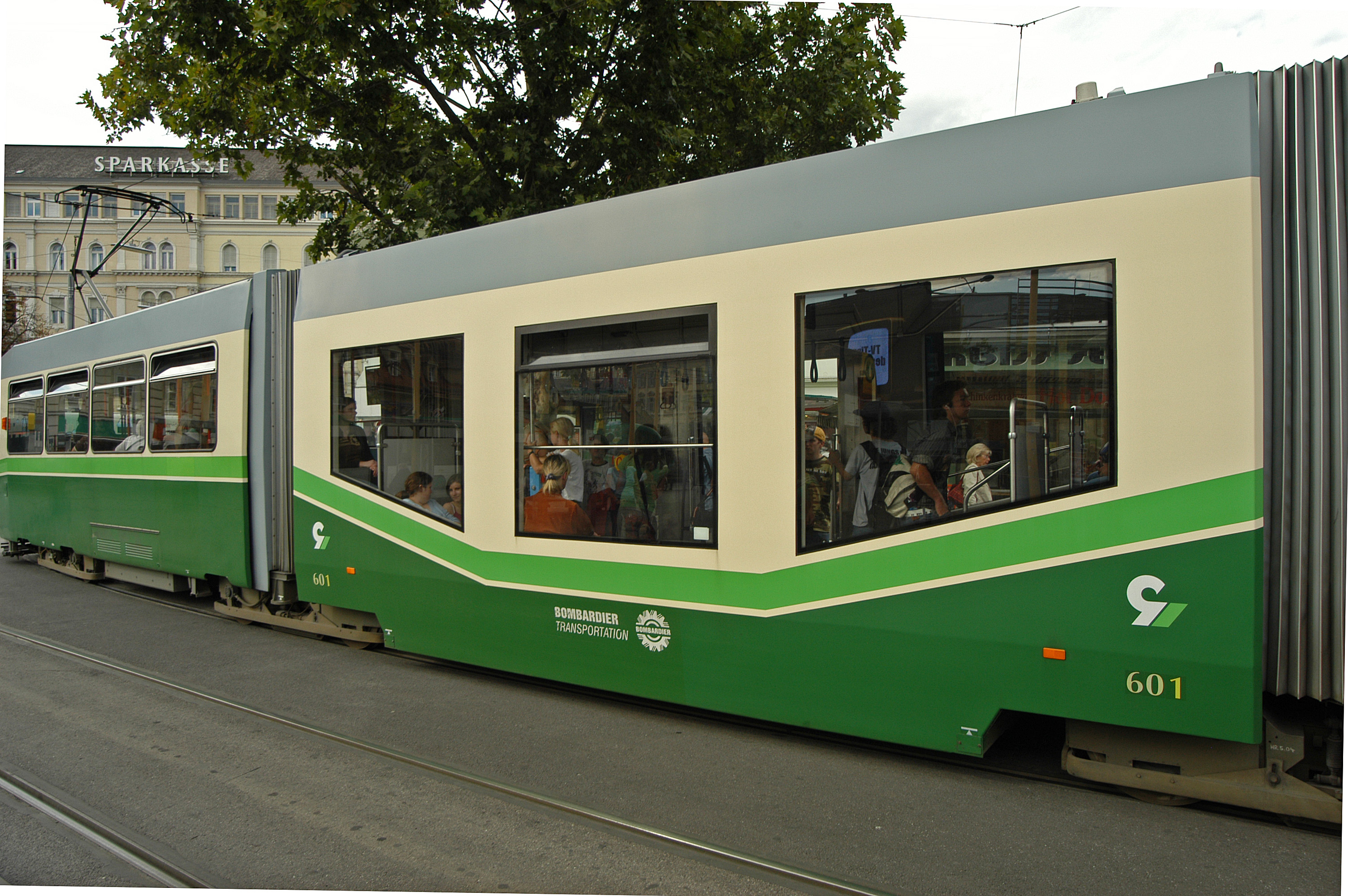
Das nachträglich eingebaute niederflurige Mittelteil von außen
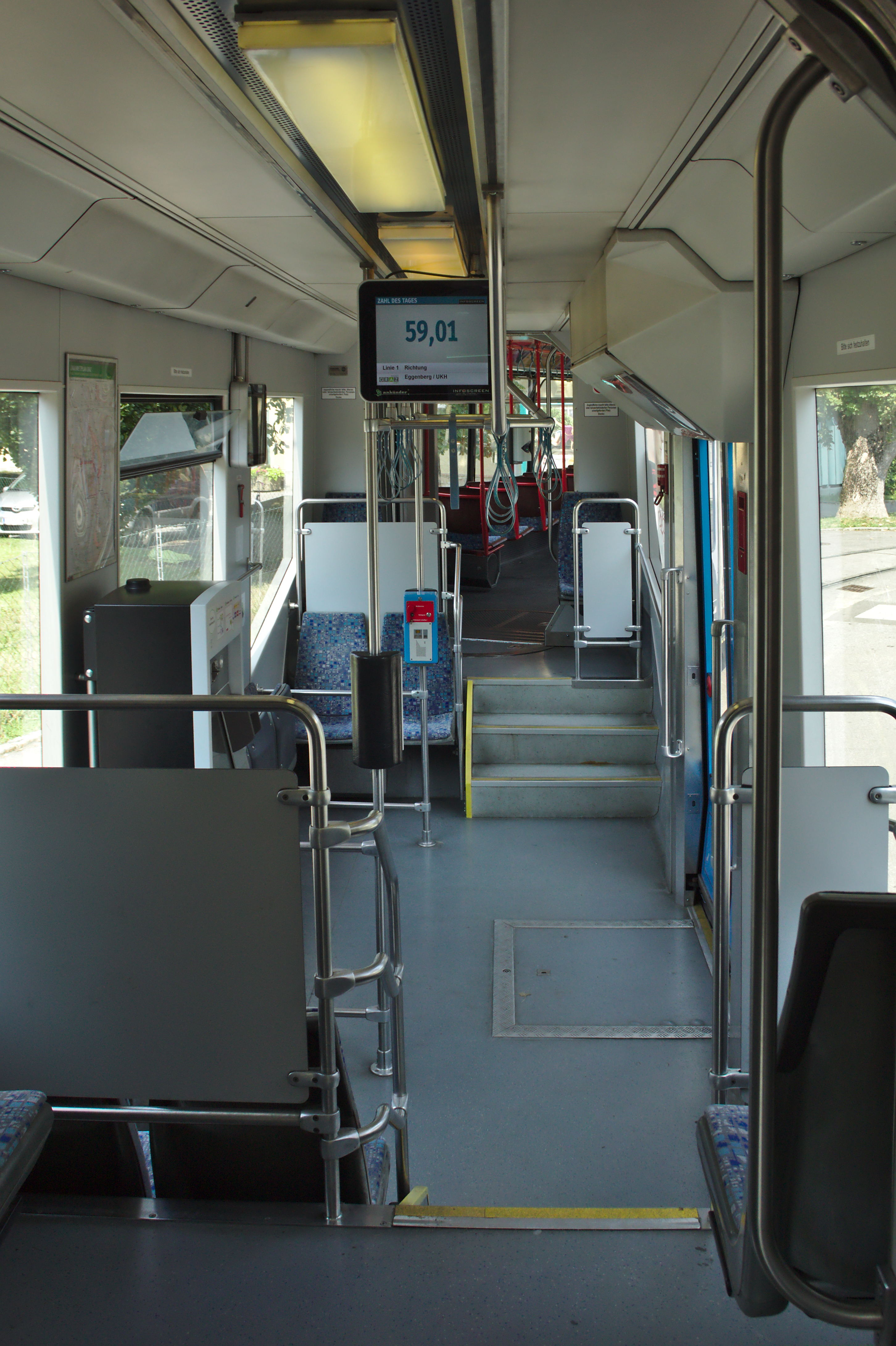
Das nachträglich eingebaute niederflurige Mittelteil von innen
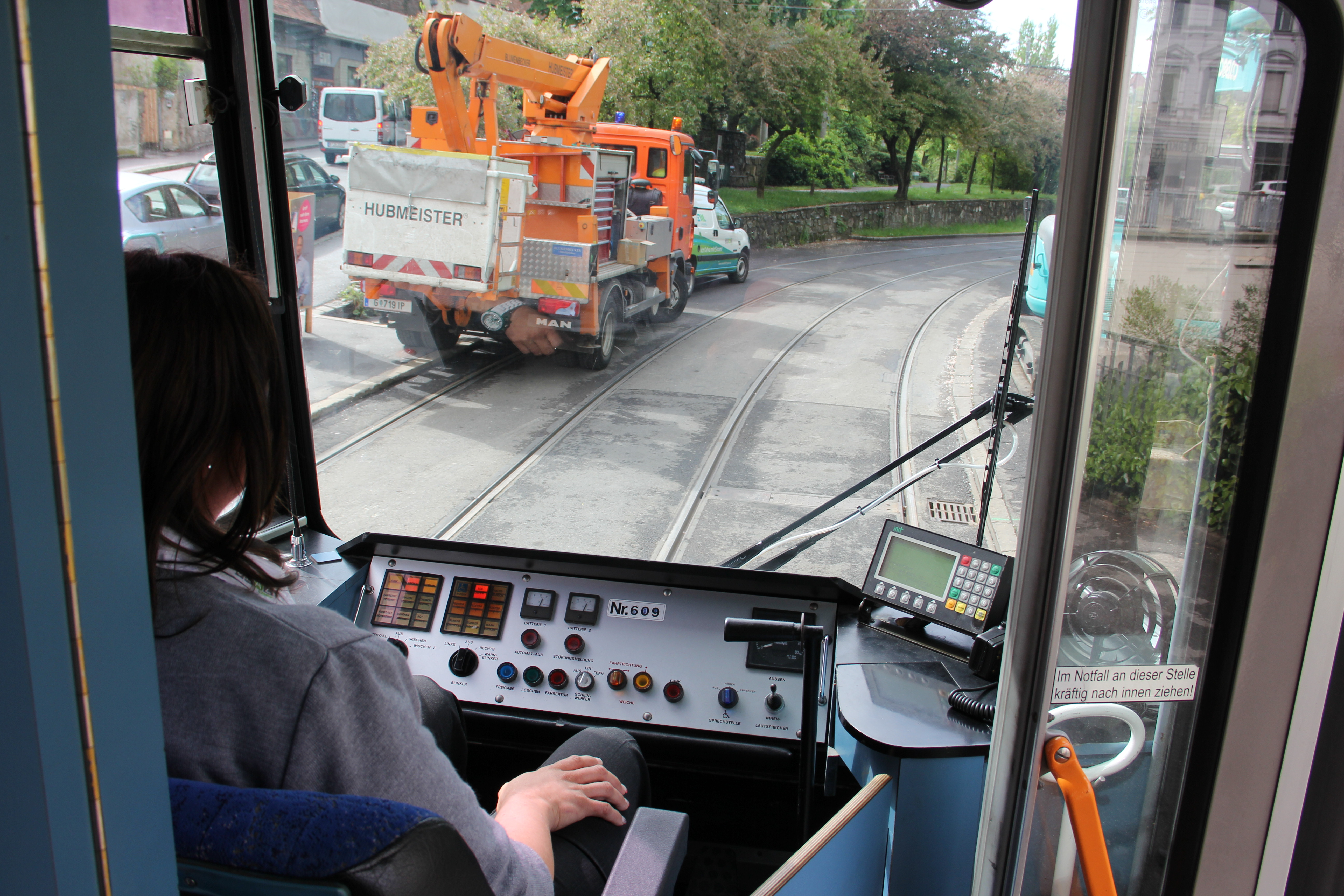
Führerstand eines 600ers